# Bent Peder Rasch
Bent Peder Benjamin Rasch (ur. 31 maja 1934 w Kopenhadze, zm. 26 listopada 1988 w Vancouver) – duński kajakarz, kanadyjkarz. Złoty medalista olimpijski z Helsinek.
Igrzyska w 1952 były jego jedyną olimpiadą i wspólnie z Finnem Haunstoftem triumfował w kanadyjkowych dwójkach na dystansie 1000 metrów. Miał wówczas zaledwie osiemnaście lat. Zmarł w Kanadzie.